# جوزيف بيلينغز
جوزيف بيلينغز(بالإنجليزية: Joseph Billings)‏كان بيلنج (1806 - 1758) ملاح ومستكشف إنجليزي والذي قضى أهم جزء من حياته في خدمة الروس - جوزيف بيلينغز.
في 1785، كلفت الحكومة الروسية كاترين الثانية رحلة جديدة في البحث عن الممر الشمالي الغربي، بقيادة الإنجليزي جوزيف بيلنج الضابط الذي كان قد أبحر مع الكابتن كوك في السابق، والضابط الروسي جافريل Sarychev الذي كان بمثابة نائبا له.
على الرغم من اعتبار بعض العلماء أن الرحلة عديمة القيمة لأن النفقات تفوق النتائج، ومع ذلك كان لديها سجل كبير من الإنجازات. ورسمت خرائط دقيقة لشبه جزيرة تشوكشي في سيبيريا الشرقية والساحل الغربي لألاسكا، وجزر ألوشيان. هبط أعضاء البعثة في جزيرة كودياك وقاموا بإجراء الفحص على الجزر والجزر الرئيسية لمضيق الأمير ويليام. بالإضافة إلى ذلك، جمعت الحملة تعداد السكان الأصليين لجزر ألوشيان وكتبت التقارير عن الاعتداء من قبل تجار الفراء الروسي (promyshlenniki).
بعد الحملة، ظل جوزيف بيلنج مع بحرية الإمبراطورية الروسية، حتى تقاعده في 1797 واستقر في موسكو.
مترجم Joseph Billings